# Espeo
En la mitología griega, Espeo (Griego antiguo: Σπειώ significa 'el habitante de las cuevas') era una de las 50 nereidas, ninfas marinas hijas del 'Viejo del Mar' Nereo y de la oceánide Doris. Las variaciones de su nombre eran Speio  y Speo.

## Mitología
Espeo y sus otras hermanas se le aparecen a Tetis cuando ésta grita de simpatía por el dolor de Aquiles por el asesinato de su amigo Patroclo.
En algunos relatos, Espeo, junto con sus hermanas Cimódoce, Nesea y Talia, fue una de las ninfas en el séquito de Cirene. Posteriormente, estas cuatro junto con sus otras hermanas Tetis, Mélita y Panopea, consiguieron ayudar al héroe Eneas y a su tripulación durante una tormenta.

## Nota
1. ↑  Kerényi, Carl (1951). The Gods of the Greeks. London: Thames and Hudson. p. 64.
2. ↑  Apolodoro, 1.2.7; Higino, Fabulae Prefacio.
3. ↑  Homero, Ilíada 18.40
4. ↑  Hesíodo, Teogonía 245
5. ↑  Homero, Ilíada 18.39-51
6. ↑  Virgilio, Geórgicas 4.338.
7. ↑  Virgilio, Eneida 5.826